# Istituto statale italiano Leonardo Da Vinci

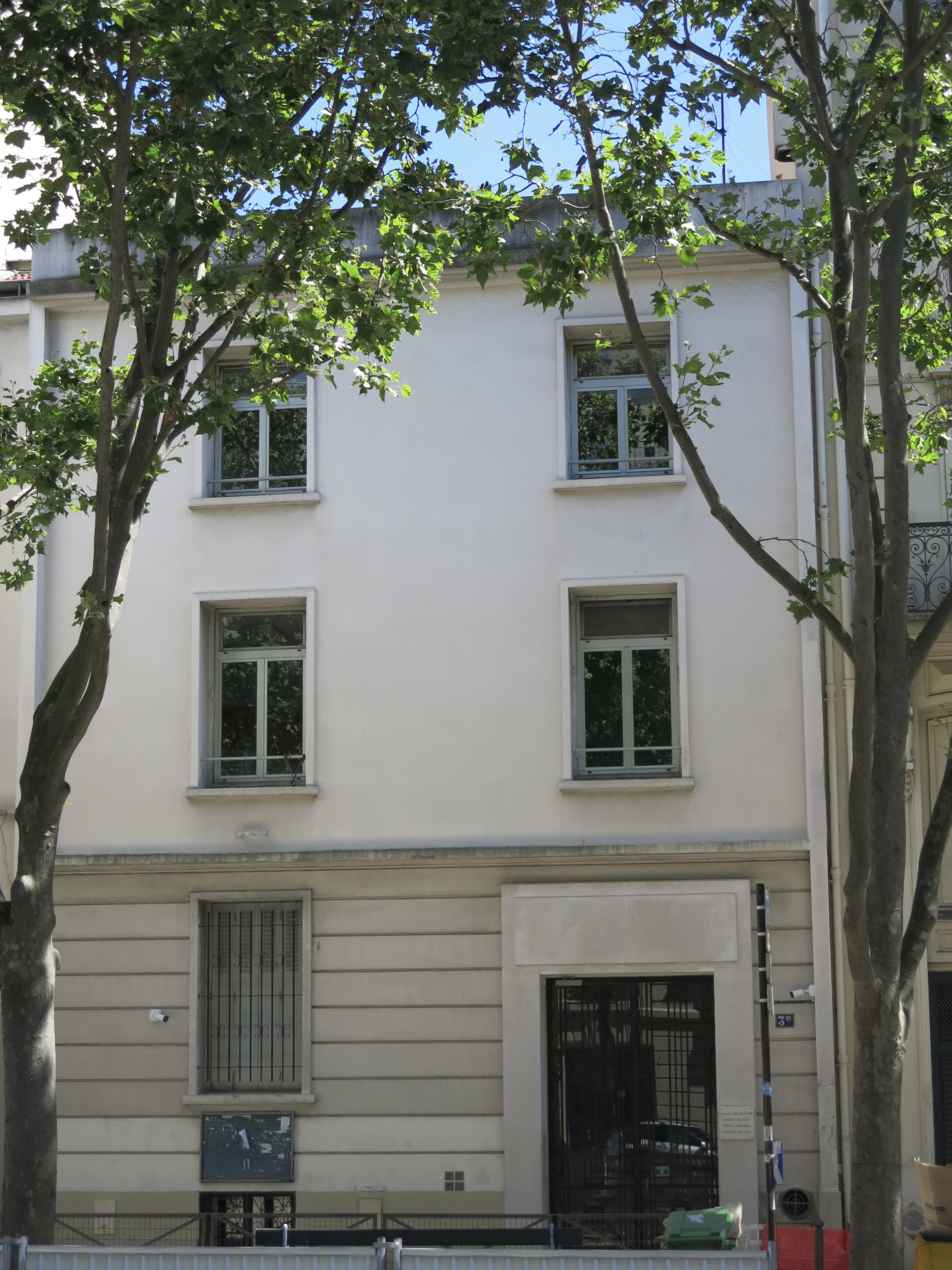
La scuola elementare e materna

L'Istituto statale italiano Leonardo Da Vinci (Lycée italien Leonardo da Vinci) è una scuola internazionale italiana sita a Parigi, di proprietà del governo italiano. I maggiori edifici (scuola media, liceo scientifico e amministrazione) si trovano nel 7º arrondissement.
Il 4 novembre 1949 si è gemellata con il Lycée Chateaubriand di Roma.

## Storia
La prima scuola italiana di Parigi ha aperto nel 1932 in rue Bixio, e si è, poi, trasferita in avenue de Friedland nel 1934. La scuola ha avuto un collegio principale in rue de la Faisanderie e una sezione staccata a Vincennes nel 1937, e nel 1939 ogni collegio è arrivato ad avere 300 studenti. La seconda guerra mondiale, tuttavia, ha fatto chiudere la scuola.
È stata spostata nell'attuale sede nell'anno 1949-1950 della scuola. Il collegio della scuola primaria in avenue de Villars è stato aperto nel 1961.